# Cordulegaster mzymtae
Cordulegaster mzymtae је инсект из реда Odonata.

## Угроженост
Ова врста је наведена као последња брига, јер има широко распрострањење и честа је врста.

## Распрострањење
Ареал врсте је ограничен на мањи број држава. 
Врста је присутна на Кавказу, у Турској и Грузији.

## Станиште
Станишта врсте су слатководна подручја у планинским пределима.